# 仲村ちぃな
仲村 ちぃな（なかむら ちぃな）は、日本のタレント、声優、ナレーター、司会者、バルーンパフォーマー、飴細工師、ラジオパーソナリティー、SHOWROOM配信者。

## 人物
全国で活動中。

活動内容は、【声のタレント】【バルーンパフォーマンス】【飴細工】【鉄道アイドル】【モデル】などがある。

バルーンパフォーマンスの芸名は「バルーンちぃな」。

飴細工の芸名は「飴細工師ちぃな」。

## 主な出演

### ナレーション
- SUN-TV「ケンコバのバコバコナイト」
- BS「YOU・遊・宮津｣
- SUN-TV「のじぎく兵庫国体の軌跡」
- 「産経新聞」VP
- 「泉州こだわりタオル」VP
- 「JC式典」VP
- 「香川県警察本部」VP
- 「上新電気」VP
- 「インナーエステメルモ」VP
- 「国際食品工業展」VP
- 「新生グリーントピア〜高瀬町50年の歩みと未来〜」VP
- 「プライバシーマーク取得に向けて」VP
- 「郵便局」VP
- 「畷の里温泉」VP
- 「パチンコ情熱リーグ」VP
- 「日本ハム」CM
- 「サカイ引越センター」TVCM
- 「大阪経済大学」CM
- 「阪急三番街」CM
- 「和歌山マリーナシティ」TVCM
- 「創建」CM
- 「日本高等専門学校」CM
- 「ぼんち揚げ」CM
- 「近鉄ステーションサービス」CM
- 「生駒山遊園地」CM
- 「神戸常盤短期大学」CM
- 「ホテルファインガーデン」CM
- 「滋賀銀行」CM
- 「アルプラザ平和堂」CM
- 「びわこ競艇」CM
- 「ピジョンメガネ」CM
- 「七田チャイルドアカデミー」CM

### 本人出演
- 「バイク王」CM
- 「ZAQケーブルフォン」CM
- 「奈良県立図書館」CM
- 「ライフ安心プラス」CM
- 「丸善電気」VP
- 「交通安全勉強会ビデオ」VP
- エアポット「巣娯楽」VP
- 「サンアルファ」VP
- 防犯ブザー「ウルトラボイサー」ボイス＆商品写真
- 大阪ほんわかテレビ
- テレビショッピング「ベガス味岡のザックザックナイト」ナビゲーター
- 「パチスロジャンバリダービー」ナビゲーター
- リンクスストアショッピング番組「オーシャンビュー」ナビゲーター
- SUN‐TV「お正月特番タイガースゴルフ」リポーター
- 神戸TVメインリポーター
- OHK「金比羅歌舞伎大芝居」リポーター

### イベント
- セレッソ大阪スタジアムMC
- 「ヨン様日本初公式Birthdayパーティ」司会
- 「M-1グランプリブラックマヨネーズトークショー」MC
- 東映俳優 吉田輝雄「T&Yパーティ」専属司会
- 「立浪和義トークショー」進行MC
- 「大丸心斎橋ゴルフクラブコンペ表彰式」MC
- ライオンズクラブ主催イベントMC
- 「ビジネス環境メッセ」MC
- MBS「オーサカキングFOMAステージ」MC
- 「ドラゴンカヌー全国大会メロンカップ2006」MC
- 「HANAプラスピタパ」イベントMC
- 「泉州たこカーニバル」MC
- 「社交ダンス大会」「ファッションショー」等MC
- 「堺市下水道処理式典」MC
- 消防局「防災訓練」「出初式」進行アナウンス
- 「奈良刑務所100周年記念」MC
- 大阪･関西万博【大阪ウィーク】ステージイベント司会（EXPO 2025 MC）

### ラジオ
- ラヂオきしわだ「おはきし」木曜日メインパーソナリティ[1]
- 泉州ジョリーFM「サンセットエクスプレス」「あさねた」メインDJ
- FM枚方「ふれあいミルスタ」
- インターネットラジオ「REC REC REC！」
- OBC「しあわせ家族劇場」
- ラジオショッピング

### 動画配信
- SHOWROOM
- ぬるスタNUL-Live　　タレント育成てれび「ゆらゆら」

### その他
- ゲーム音声「ノイズファクトリー」「豪血寺一族」他
- パチスロ音声「ラバンバ」「安田大サーカス」他多数
- プリクラ音声「天花夢的」「ティンクルベリー」他
- ロボット音声合成「ロボビー」
- ナビゲーションシステム音声合成
- 館内放送「なんなんタウン」
- 商店街「ポッポアベニュー」専属MC